# Ар-хі-ме-ди!
«Ар-хі-ме-ди!» (рос. «Ар-хи-ме-ды!») — українська радянська музична комедія режисера  Олександра Павловського, знята на  Одеській кіностудії у 1975 році.

## Синопсис
Самодіяльний вокально-інструментальний ансамбль «Ар-хі-ме-ди» переміг на конкурсі естрадної пісні в Москві. Хлопці отримали запрошення стати професійними виконавцями. Під керівництвом художнього керівника філармонії Леоніда Кошелєва вони репетирують нову програму з молодою солісткою Оленою Ісаєвою.
Багатогодинні заняття в концертному залі і поява перших прихильників пробуджують в Тані Метьолкіній, нареченій вокаліста ансамблю Жені Хитрука, почуття ревнощів. Тільки участь в їхній долі вірних друзів і мудрих порад мами запобігли любовній драмі.
Олексія Метьолкіна не відпускають з заводу, поки він не зробить обіцяну робочу модель саморушійної машини для вивезення з цеху металевої стружки. Часта відсутність Олексія дає привід керівнику ансамблю шукати йому заміну. Але, на подив музикантів, Олексій не хоче кидати завод і вважає за краще залишитися в робочому колективі.

## У ролях
- Сергій Іванов —  Олексій Метьолкін, барабанщик
- Мовсес Мурадян —  Рубен Аракелян, клавішник, керівник ансамблю «Ар-хі-ме-ди»
- Сергій Михайлов —  Женька Хитрук, вокаліст, бас-гітарист
- Олександр Ігнатуша —  Олександр Арбузов («Динін»), гітарист
- Галина Сулима —  Олена Ісаєва, солістка філармонії
- Олександр Хочинський —  Леонід Кошелєв, художній керівник філармонії
- Тамара Трач —  Таня Метьолкіна, сестра Олексія
- Майя Булгакова —  мати Олексія та Тані
- Михайло Зимін —  Федір Миколайович Метьолкін, батько Олексія і Тані
- Володимир Меньшов —  майстер Рябов
- Любов Стриженова —  мати Олени
- Гаррі Бардін —  Гліб Банщиков, робітник-раціоналізатор
- Ігор Класс —  Зубов
- Олександр Масляков —  конферансьє
- Михайло Державін —  камео
- Ян Янакієв —  Костянтин Сергійович, телережисер
- Наталія Ченчик —  помічник режисера
- Ольга Кулешова —  диктор телебачення
- Володимир Волков —  робітник
- Віллен Новак — епізод

## Знімальна група
- Автор сценарію — Юрій Кисельов
- Режисер-постановник —  Олександр Павловський
- Оператор-постановник —  Олександр Полинніков
- Композитор —  Марк Мінков
- Художник-постановник — Володимир Бурук